# Восага-Біч

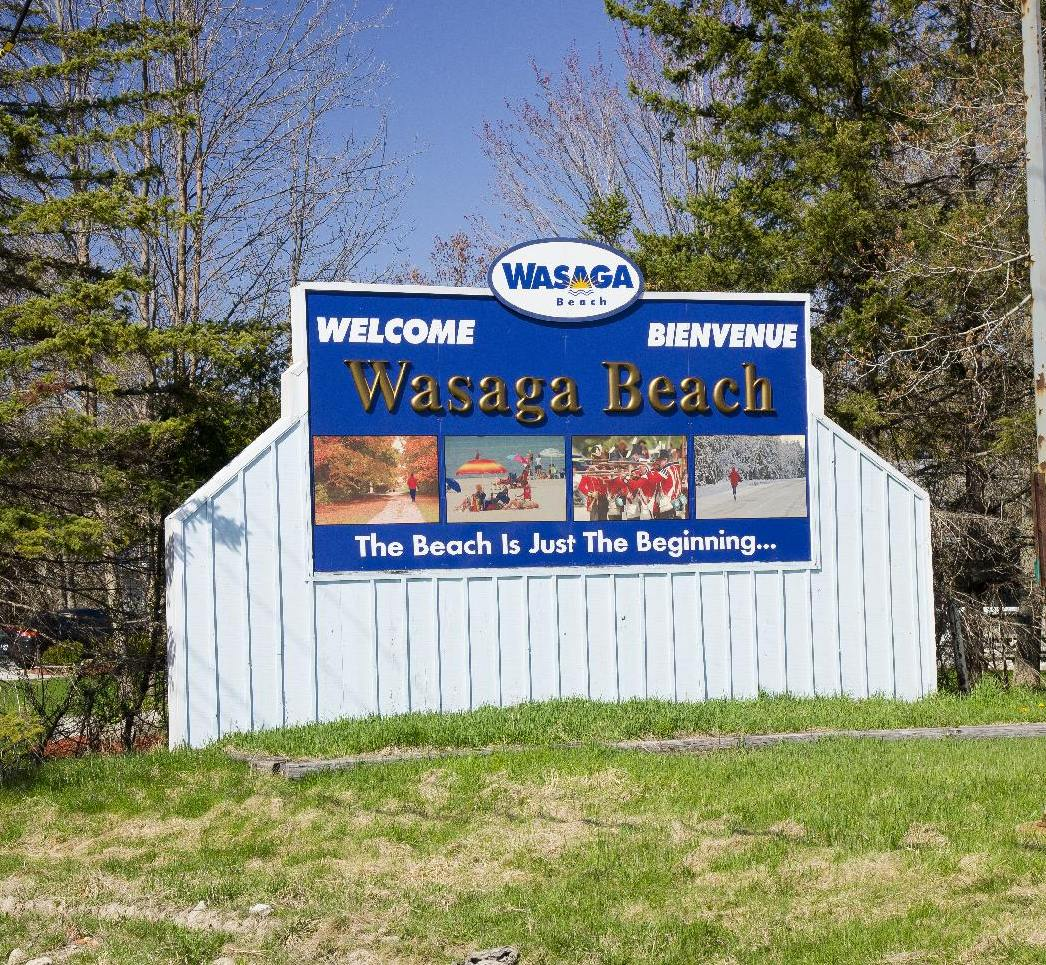
Знак міста Восага-Біч на шосе 26 у західній частині міста. З тих пір знак був перенесений на нову об'їзну дорогу.

Восага-Біч (англ. Wasaga Beach чи просто Wasaga або The Beach) — місто в окрузі Сімко, Онтаріо, Канада. Розташоване вздовж найдовшого прісноводного пляжу в світі, воно є популярним літнім туристичним місцем. Пляж розташований уздовж південного берега Джорджен-Бей, приблизно на 150 км на північ від Торонто і близько 40 км на північний захід від Беррі. На заході Коллінґвуд і Блю-Маунтінс також приваблюють відвідувачів більшу частину року. Місто розкинулось вздовж дуже довгого піщаного пляжу в бухті Ноттавасаґа в затоці Джорджен-Бей і звивистої річки Ноттавасага. Пляжі є частиною провінційного парку Васага-Біч; загальна площа парку становить 168 га. Станом на 2021 рік у Восага-Біч проживає 24 862 особи, але в літні місяці населення збільшується за рахунок багатьох сезонних мешканців.
Економіка переживала проблеми протягом кількох років, особливо після того, як велика пожежа наприкінці листопада 2007 року знищила багато магазинів. Місто полягає на місцевих туристів, сезон первинних закупів у яких триває три-чотири місяці на рік. У березні 2017 року місто прийняло Генеральний план розвитку центру міста, 20-річну стратегію значного перепланування туристичної зони та додавання центру міста до ділової зони. Мета – покращити туризм, диверсифікувати економіку та вийти за межі іміджу «міста розваг».

## Історія

Автомобілі, припарковані на пляжі, [бл. 1923

Восага-Біч та околиці були заселені ірокезомовними гуронами (вендатами) протягом століть, перш ніж вони були розсіяні в 1649 році союзними до англійців та голландців племенами Гауденосауні (відомими як Конфедерація п'ятьох народів ірокезів). Слово Nottawasaga має алґонкінське походження. Nottawa означає «ірокез», а saga означає «гирло річки»; слово «Nottawasaga» використовувалося алгонкінськими скаутами як попередження, якщо вони бачать, що рейдерські групи ірокезів наближаються до їхніх сіл.
На початку 1800-х років Верхня Канада була втягнута у боротьбу між Великою Британією та Сполученими Штатами. Восага-Біч стало стратегічним місцем у війні 1812 року, коли шхуна HMS Nancy була затоплена біля її причалів у спробі американців перерізати лінію постачання до форту Мічілімакінак і пунктів постачання на північ і захід від нього.
Лісозаготівля була основною галуззю промисловості до кінця 19 століття. Колоди сплавляли вниз по річці і в затоку, збирали в портах і відправляли на місцеві тартаки.
Оскільки у Восага-Біч ґрунти дуже піщані, непридатні для вирощування сільськогосподарських культур, місцевість не приваблював ранніх європейських поселенців. У 1820-х роках з'явилися перші ознаки поселення в цьому районі, коли Джон Ґоссман розпланував містечко Флос. У 1826 році землю продавали по чотири шилінги за акр. Незважаючи на те, що район Восага-Біч був непридатним для землеробства, він мав велику лісистість. Наприкінці 1830-х років і впродовж усього століття лісозаготівельна промисловість була ключовою для економіки та невід'ємною частиною розвитку району.
У 1900-х роках сімейні відвідувачі почали відкривати красу цього району. Пляж поступово став місцем сімейних пікніків і відпочинку в літні місяці. Протягом 1940-х років військовослужбовці, дислоковані на базі Борден, сусідній військовій базі, відвідували парк розваг Восага-Біч, і вони зробили Восага-Біч відомим на всю країну. Після війни Восага-Біч продовжував залишатися популярним місцем для котеджів і одноденних поїздок. Протягом століття міські жителі їздили на пляж влітку.
Восага-Біч увійшов до заголовків історії в 1934 році. Це було місце старту першого міжконтинентального повітряного рейсу з материкової Канади через Атлантичний океан до Англії. Літак під назвою Trail of the Caribou використовував довгий рівний піщаний пляж Восаґи як злітну смугу.
Місто спочатку називалося «північною межею містечок Флос-Саннідейл і Ноттавасаґа». У 1949 році Восага-Біч був класифікований як поліцейське село в містечку Саннідейл, і на 1951 рік був у статусі села.
Надання статусу міста Восага-Біч набуло чинності 1 січня 1974 року. Постійне населення становило 4034 особи, що різко зросло порівняно з 1965 роком, коли мешкали 500 осіб. На початку 21 століття в місті проживало 20 665 постійних мешканців і 16 000 сезонних і тимчасових.

### Пожежа у Восага-Біч
30 листопада 2007 року велика пожежа знищила 90% будівель уздовж вуличного торгового центру в районі Beach One. Повідомляється, що постраждало близько 17 сезонних підприємств, включаючи магазини бікіні, кафе-морозиво, ресторан, мотель і аркадний майданчик. Близько 100 пожежників з прилеглих районів боролися з вогнем протягом декількох годин. Пізніше «Торонто Стар » повідомила, що «двадцять один бізнес у вісьмох будівлях із видом на затоку Джорджен-Бей було знищено, завдавши збитків приблизно на 5 мільйонів доларів».
Також виникли суперечки щодо того, чи пожежа часом не була навмисним підпалом, щоб забезпечити безперешкодне просування запланованого розвитку, чи це був просто нещасний випадок. Двох молодих людей (одного з Беррі, іншого зі Спрінґвотера) було звинувачено у підпалі. Але жодних доказів того, що пожежа була навмисно підпалена, щоб знищити старі будівлі до запланованої забудови, не було знайдено.
Місто Восага-Біч розробило план, щоб допомогти підприємствам, що залишилися, відкритися на сезон, але плани щодо готелів, тематичного парку та монорейкової дороги були скасовані і ніколи не відновилися.

## Місцевий уряд
До складу міської ради входять міський голова, заступник міського голови та п'ять радників, які обираються на загальних зборах. Членами ради, обраними на муніципальних виборах 2018 року, є: 
Міський голова : Ніна Біфолчі
Заступник міського голови: Сильвія Брей
Радники :
- Джо Беландже
- Девід Фостер
- Марк Кінні
- Джордж Ватсон
- Стен Веллс

## Економічні виклики

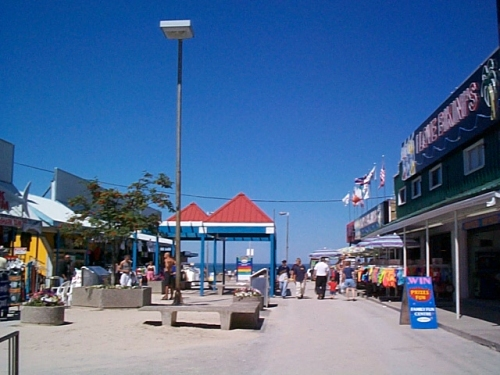
Торговий центр Main Street Mall у серпні 2000 року. У листопаді 2007 року вогонь знищив більшість будівель.

Незважаючи на велику пожежу, пляж та інші підприємства відновили роботу наступного літа. Незважаючи на те, що зруйновані будівлі вважалися застарілими, мешканцям та гостям бракувало їх. У 2008 році був побудований розважальний купол, призначений як тимчасова споруда до початку забудови. Це тривало до лютого 2011 року, коли зовнішнє покриття було зруйноване під час шторму; ремонт не був зроблений, і купол ніколи не відкривався. Конструкцію зняли в травні 2012 року.
Довгострокові плани корпорації Blue Beach Avenue братів Леві після пожежі включали реконструкцію району в сучасному стилі з магазинами, критим і відкритим тематичним парком, двома великими готелями та монорейковим транспортом. Запропонований розвиток раптово завершився, коли Blue Beach Avenue оголосила про банкрутство в 2010 році. «Останні кілька років не були добрими для туристичної індустрії... Тож я розумію, що були серйозні нестачі готівки, які поставили їх у цю ситуацію», – сказав тоді мер міста.
Одного з братів Леві звинуватили у шахрайстві у 2012 році після розслідування щодо привласнення страхових грошей, виплачених після пожежі 2007 року.
Зменшення туризму, частково через втрату багатьох торговельних будівель, продовжує залишатися проблемою в цьому районі. Більшість продажів відбувається під час туристичного сезону, який зазвичай не перевищує трьох місяців на рік. (Останні статистичні дані вказують на зниження туризму «приблизно на 100 000 на рік у період мфж 2002 по 2012 роками».)
Щоб прискорити розвиток, у 2015 році місто витратило 13,5 мільйона доларів на придбання семи об'єктів нерухомості, включаючи вісім будівель та 28 орендованих об'єктів, уздовж пляжної зони 1, ставши власником деяких підприємств, зокрема трьох барів. Місто придбало будь-які існуючі договори оренди від орендарів і до липня 2016 року змогло передати в оренду більшу частину порожніх площ комерційним підприємствам . Згодом кілька орендарів запитали про можливість розірвання договорів оренди через фінансові труднощі. Міська рада погодилася з одноразовою можливістю для підприємств розірвати свої договори оренди без штрафу; запити на це необхідно було подати не пізніше 23 вересня 2016 р..
Пляж належить і керується Ontario Parks як провінційний парк Восага-Біч, і це головна визначна пам'ятка району. З шести основних пляжних зон, пляжні зони один і два, а також прилеглі приватні/громадські землі історично функціонували як головне місце для туристичної діяльності. Через економічний клімат, втрати через пожежі та нещодавні невдалі приватні плани перепланування пляжні зони Перший і Другий постійно зменшуються.
Ця територія настільки важлива для міста, що воно здійснило поглиблене бачення громади під назвою Opportunity Wasaga, щоб розробити довгострокове бачення майбутнього державних і приватних земель у цій місцевості .
Було багато суперечок (серед громадськості та членів ради) щодо попередніх стратегій, використовуваних містом Восага-Біч, включаючи купівлю у 2015 році семи об'єктів нерухомості за 13,8 мільйонів доларів за використання позикових грошей. «Це невелика сума для 18-тисячного міста, яке цього року збере 20,3 мільйона доларів на податки на нерухомість і витратить 48 мільйонів доларів на операційні та капітальні витрати», – йдеться у звіті Toronto Star.

## Новий план розвитку

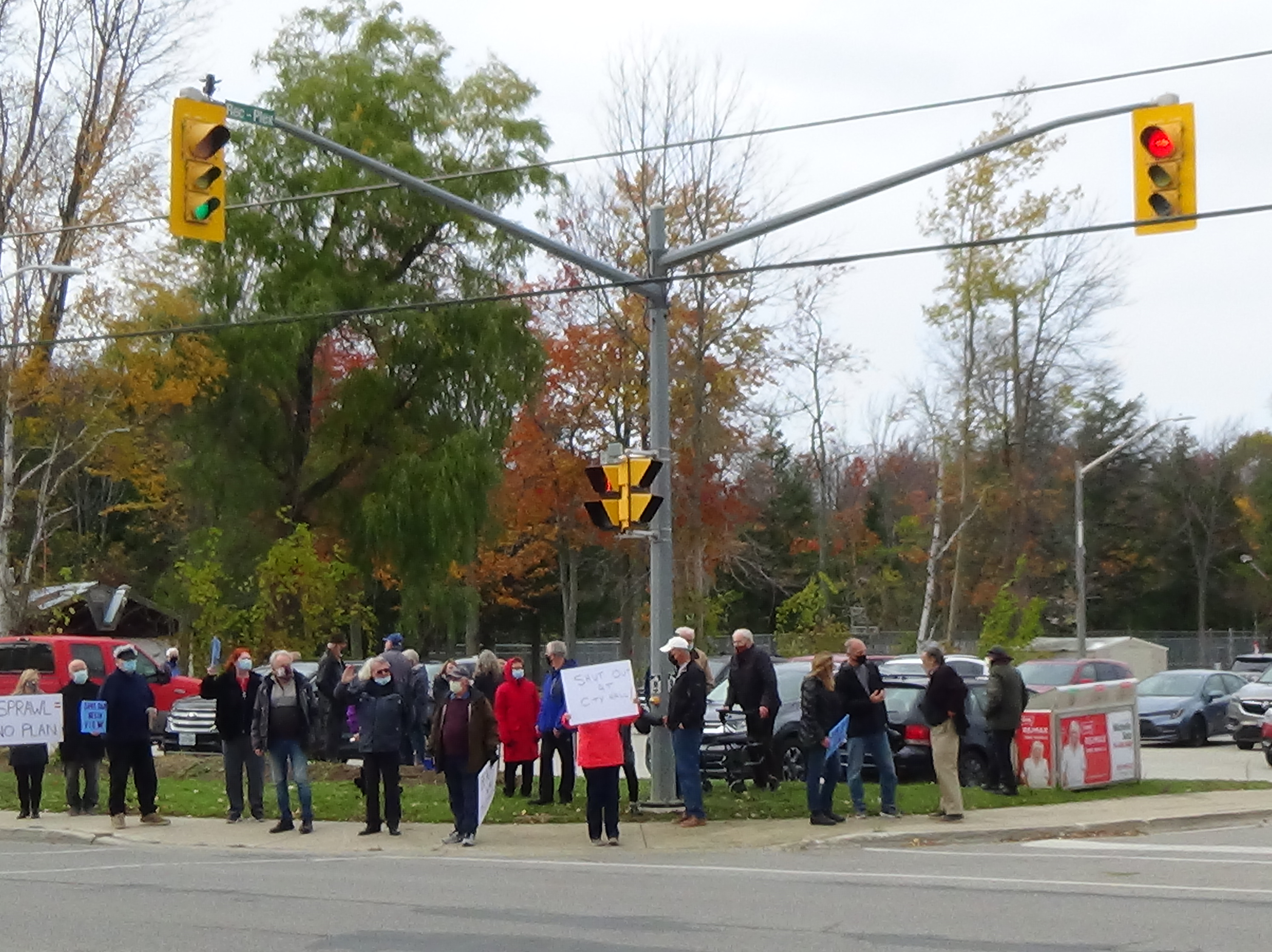
Жителі Wasaga Beach протестують проти планів розвитку міста за межами RecPlex у жовтні 2021 року

Повністю новий генеральний план розвитку центру міста  був опублікований міською радою наприкінці січня 2017 року з оцінкою капітальних інвестицій у 625 мільйонів доларів США та терміном завершення понад 20 років. Перший етап (від 5 до 10 років) коштуватиме близько 200 мільйонів доларів США для двох забудов, одна на пляжі та друга на суші.
У липні 2018 року під керівництвом ради, очолюваної тодішнім мером Браяном Смітом, рада погодилася укласти Лист про наміри з FRAM Building Group щодо розвитку міської землі в центрі міста та на березі озера.
У грудні 2018 року в рамках нової ради з міським головою Ніною Біфолчі  рада вирішила провести перегляд забудови міських земель у центрі міста та на березі озера.
Рада погодилася втратити чинність листа про наміри міста з FRAM Building Group Ltd. наприкінці грудня 2018 року першим кроком у процесі перегляду. Проте генеральний план центру міста залишається в силі.
У березні 2019 року FRAM повідомила місту, що воно не зацікавлене в тому, щоб бути частиною майбутнього розвитку пляжу. Зараз місто шукає забудовників, зацікавлених у забудові міської землі на березі моря. 
У вересні 2021 року Асоціація платників тарифів на пляжі Васага виступила проти масштабів того, що вони вважали надмірно високою щільністю в планах забудови, і місто звинуватило президента асоціації в поширенні неправдивої інформації та перебільшенні зазначеної щільності, а також стверджуючи, що мешканці не мали інформації від ратуші. Через це наприкінці жовтня мешканці протестували.

## Провінційний парк Восага-Біч
Провінційний парк Восага-Біч — це невеликий провінційний парк відпочинку, що складається з восьми пляжів загальною довжиною14 кілометрів (8,7 миля). До пляжних зон 1–6 можна потрапити біля Мослі-стріт у Восазі. Пляжі Алленвуд і Нью-Восага розташовані на північ від річки Ноттавасаґа, до них можна потрапити через Рівер-роуд Схід.
Парк доступний лише для денного користування. Його площа становить 1 844 гектари (4 560 акрів), з яких 6,8 гектара (17 акрів) охороняються. Парк є середовищем проживання птахів, насамперед берегових птахів, у тому числі зникаючого пісочника жовтоногого. Пішохідні маршрути протяжністю понад 50 кілометрів (31 миля) доступні. Взимку їх використовують для катання на бігових лижах і снігоступах. Центр для відвідувачів забезпечує доступ до історичного місця острова Ненсі з театром, музеєм і маяком.

## Географія

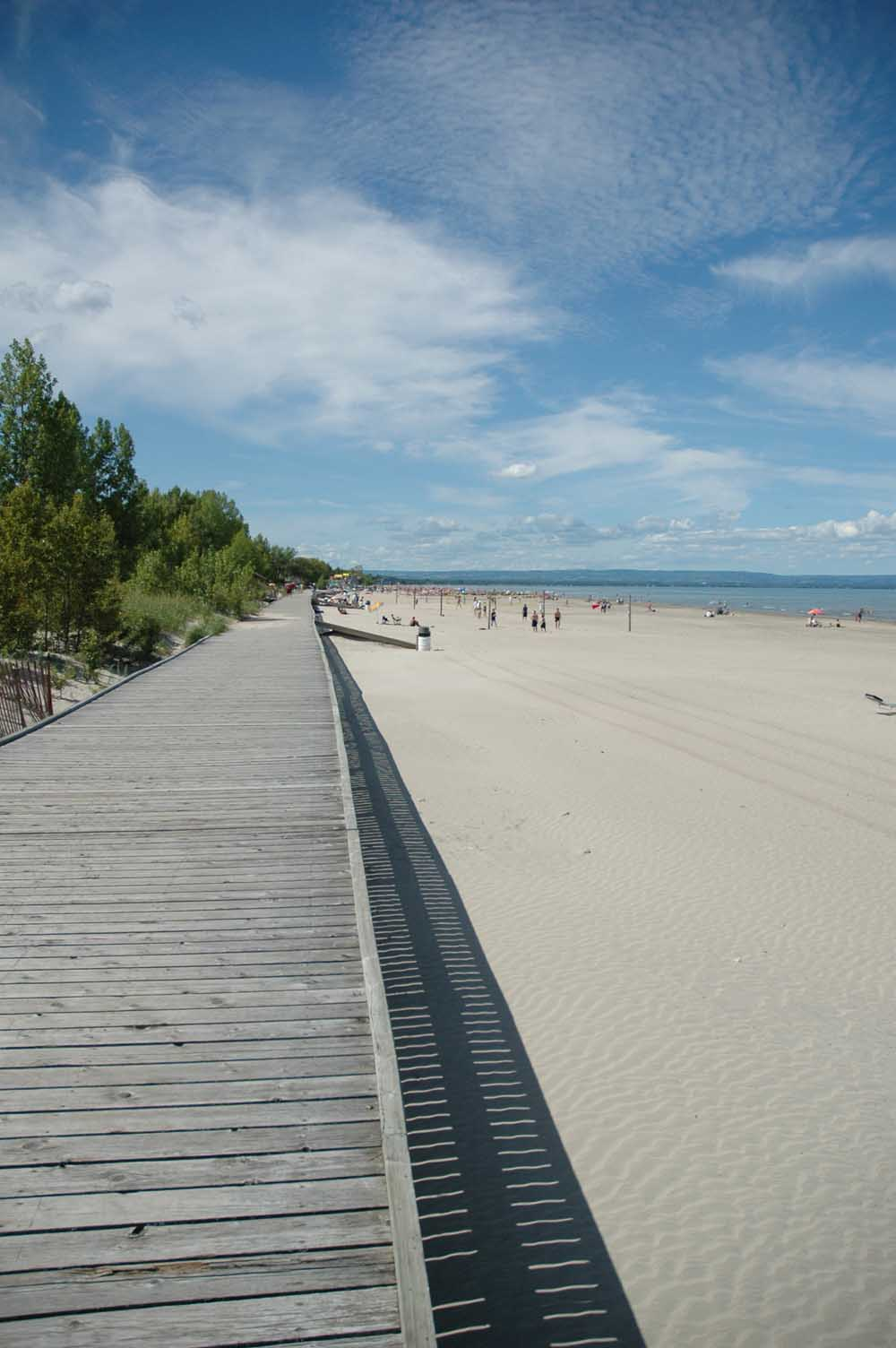
Пляж 1 (головний пляж) з видом на захід з пляжами 2 і 3 на відстані

Бічна вулиця з котеджами

Понад два мільйони людей відвідують Восага-Біч щоліта, приваблювані міським прісноводним пляжем (протяжністю 14 км), купаються в мілкій теплій чистій воді та насолоджуються панорамним видом на Ніагарський уступ через затоку. Є багато рекреаційних маршрутів, які використовуються для піших походів, їзди на велосипеді, бігових лижах і снігоходах. На річці Ноттавасаґа пропонуються маршрути для риболовлі та каное.
Пляж розділений на частини, з пляжами, пронумерованими від 1 до 6 зі сходу на захід, із громадськими парковими зонами поза пляжем, переважно з автостоянками та всі з туалетами. Опублікований підсумок показує, що на пляжах 2–4 є тінистіі дерева, велосипедна доріжка та ігровий майданчик. Пляж 1 є найбільш туристичним, з барами, магазинами на пляжну тематику та ресторанами швидкого харчування, що приваблює переважно молодь. Пляжні зони з 3 по 6 мають багато сезонних котеджів на набережній між парковими зонами; Shore Lane використовується для бігу підтюпцем, їзди на велосипеді та катання на роликах. Поруч є два додаткові пляжі, New Wasaga Beach і Allenwood Beach, які відрізані від 1–6 районів річкою; у них також є сезонні мешканці. Місто публікує карту всіх цих територій. 
Незвичайним аспектом міста в порівнянні з іншими заміськими громадами Онтаріо є те, що більшість літніх будинків не є прибережними і розташовані близько на великій сітці бічних вулиць у самому місті (переважно між Мослі-стріт і затокою), замість того, щоб бути розташованими на більших ділянках у більш сільському стилі, часто далеко за межами згаданих міст, як це типовий випадок в інших місцях.
У літні місяці це популярне місце для пляжного волейболу та прийняття сонячних ванн. Більшу частину шляху вздовж пляжів 1 і 2 проходить набережна. Пляж 1 збирає найбільші натовпи, а популярність пляжів зменшується далі на захід. На схід від меж міста піщаний пляж продовжується на схід і північ до Крихітних пляжів, майже до краю півострова Пенетанґ. На пляжі в цих районах також стоїть багато котеджів і будинків, але на відміну від пляжу Васага, пляжі в основному є приватною власністю.
Розташування пляжу на водах затоки Ноттавасаґа означає, що літні температури трохи пом'якшуються водою, тому літні дні можуть бути досить комфортними, особливо коли над Джорджен -Бей дує вітерець. Проте взимку вітри з води викликають дуже сильні та інтенсивні снігові шквали . Через ці сильні снігопади можна зайнятися катанням на снігоходах, біговими лижами та іншими зимовими видами спорту. На сусідній Блу- Маунтін можна покататися на гірських лижах. Завдяки Федерації снігохідних клубів Онтаріо та частково покупцям перепусток існує багато миль свіжо доглянутих трас для катання на снігоходах.
У місті також є великий громадський центр; RecPlex, який має аудиторію, амфітеатр і YMCA. Також є Wasaga Stars Arena, яку замінюють на більший об'єкт, який, як очікується, буде завершено до літа 2023 року .

## Площа землі, геологія та рельєф

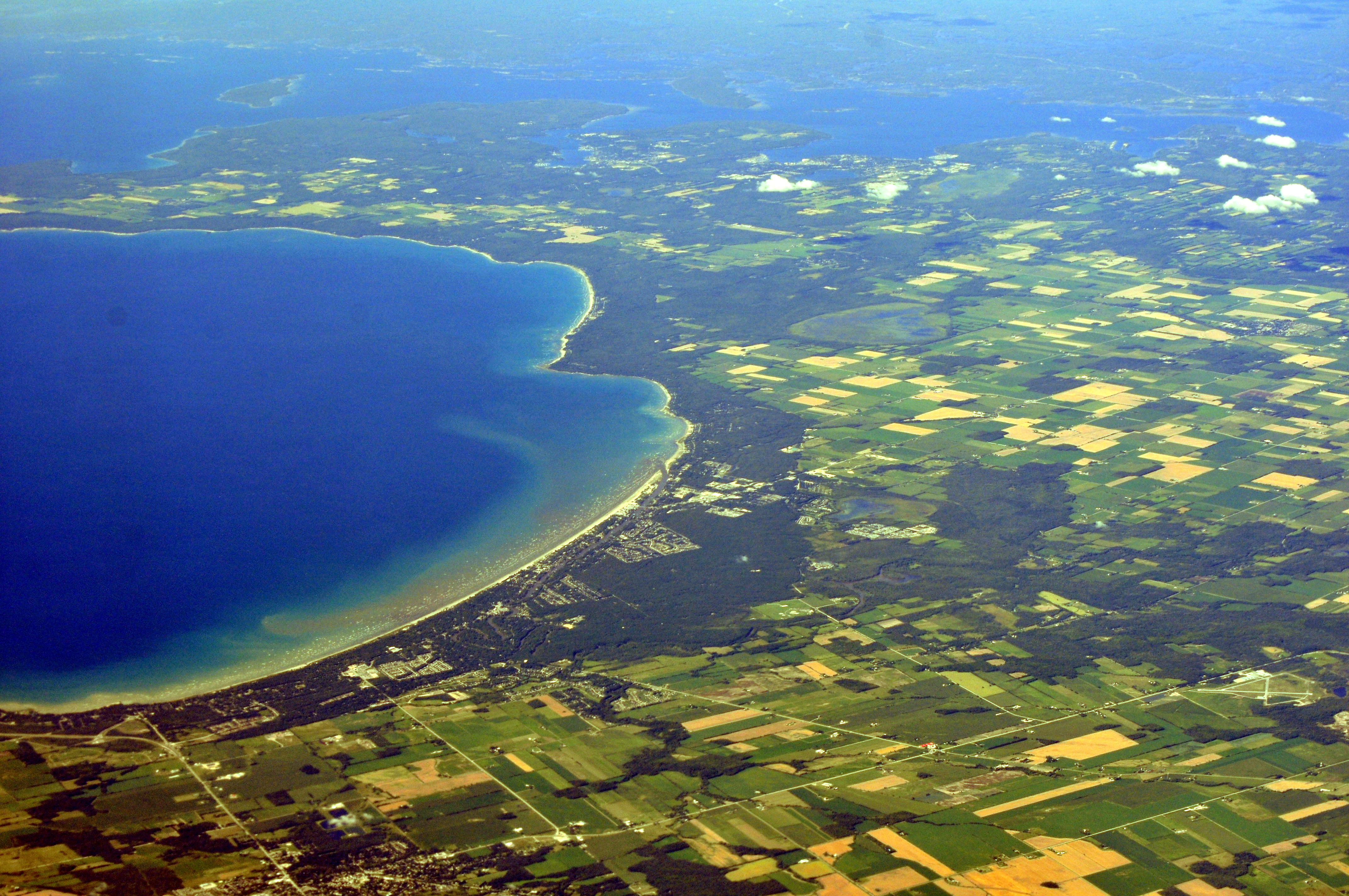
Вид на Восага-Біч з південного заходу, 2013 рік

Місто Восага-Біч займає площу 61.13 км², ґрунтовий покрив складається переважно з піску та супісків, які мають надмірний або хороший дренаж і нерегулярний або помірно похилий рельєф. Погана якість ґрунту  ускладнює утримання пишних газонів у місті. Канадська інвентаризація земель для сільського господарства залічує землі переважно до шостого та сьомого класу з основними обмеженнями у вигляді несприятливого рельєфу, пошкодження ерозією та низької природної родючості.

## Демографічні показники
Переписом населення 2021 року, проведеного Статистичним бюро Канади, Восага-біч мало популяцію 24862 мешканців, що проживали у 10811 домогосподарствах із загального числа д=ворів 13768, порівняно 20,3% від стану 2016 року в кількості 20675. Маючи загальну площу 57,42 км2 (22,17 миля2), його густина населення становила Шаблон:Pop density у 2021 році
Шаблон:Canada census
Перепис населення Канади 2006 року вказав, що населення становило 15 029 мешканців. У порівнянні з населенням у 2001 році, яке складало 12 419 осіб, Васага-Біч був однією з найбільш швидкозростаючих громад в Канаді, виходячи з відсотка зростання населення (21,0% за 5 років).

## Освіта
Є кілька початкових шкіл: Worsley, Birchview Dunes і St. Noel Chabanel (католицька); і приватна школа Silvercrest Christian School.  Середніх шкіл у місті немає. Станом на лютий 2017 року шкільна рада округу Сімко або шкільна рада католицького району Сімко-Мускока не планували побудувати середню школу. Автобуси перевозять понад 760 учнів до середніх шкіл, розташованих за межами міста, у Стейнері, Елмвейлі та Коллінґвуді.
Школи в Восага-Біч:
- Початкова школа Берчвю-Дюнс
  - Директор: Мелісса Мортімер
- Початкова школа Worsley
  - Директор: Даррелл Бакс
- Початкова школа Святого Ноеля Чабанала
  - Директор: Таммі Майєр

## Транспорт Восага-Біч
Транзитне сполучення з Восага-Біч обслуговує компанія Georgian Coach Lines, що використовує міські автобуси під назвою Wasaga Beach Transit . Послугу було розпочато з одного маршруту в липні 2008 року, а влітку 2009 року швидко розширено до двох маршрутів  . Послуги для Wasaga Beach Transit здійснюються в циклі від Wasaga Stars Arena на сході до Real Canadian Superstore на заході щогодини з 7 ранку до 7 вечора Між Восага-Біч і Коллінґвудом є транспортне сполучення, яке працює безперервно.
Транспортне сполучення на Восага-Біч більше не обслуговується Georgian Coach Lines. Влітку 2014 року контракт був змінений на Sinton-Landmark Bus Lines.

## Відомі мешканці
- Джейсон Арнотт - хокеїст НХЛ; народився в Коллінгвуді та виріс у Васага-Біч; Влітку 2000 року Джейсон Арнотт Дей був оголошений у Васага-Біч, щоб відсвяткувати його гол, який отримав Кубок Стенлі, забитий у подвійний овертайм[43].
- Адам Коупленд і Джейсон Резо – зірки WWE, більш відомі як Едж і Крістіан; прожили разом у Восага-Біч протягом усього періоду навчання в коледжі та початку навчання.